# Alena Fiedarynczyk
Alena Alaksiejeuna Fiedarynczyk; z d. Burak (błr. Алена Аляксееўна Федарынчык; ur. 3 lipca 1993) – białoruska siatkarka, reprezentantka kraju, grająca na pozycji libero. Obecnie występuje w drużynie Mińczanka Mińsk.

## Sukcesy klubowe
Mistrzostwo Białorusi:
- 2016, 2017, 2018
- 2014, 2015

Puchar Białorusi:
- 2017

Puchar CEV:
- 2018